# ونکوور فیلم استدیوز
۴۹°۱۵′۳۷″ شمالی ۱۲۳°۰۱′۴۳″ غربی / ۴۹٫۲۶۰۲۸°شمالی ۱۲۳٫۰۲۸۶۱°غربی
ونکوور فیلم استدیوز، (به انگلیسی: Vancouver Film Studios) یک مرکز تولید فیلم در شهر ونکوور کانادا می‌باشد، که پس از استدیوهای ضبط فیلم لس‌آنجلس، بزرگترین مرکز ضبط و تولید فیلم در آمریکای شمالی محسوب می‌شود. این مرکز توسط گروه شرکت‌های مک‌لین مدیریت می‌شود.
این مرکز در محوطه‌ای به مساحت ۱۲۰ هزار مترمربع (معادل ۳۰ هکتار) مستقر می‌باشد، که دارای ۱۳ بخش مجزا بوده، که هر بخش دارای ساختمان‌های مختلف، مراکز خرید، استودیوهای ضبط فیلم، صحنه‌های نمایش، سال‌های آمفی‌تئاتر، سینما، ساختمان‌های اداری، کارخانجات تولیدی، پارکینگ، بالگردگاه و فرودگاه می‌باشد.
بخش سی این مرکز یک فرودگاه خصوصی است، که در ارتفاع ۱۵ متری از سطح دریا واقع شده است.